# 斯蒂芬·邓恩
斯蒂芬·邓恩（英語：Stephen Dunn）为一位美国音频工程师。他曾赢得了2次奥斯卡最佳音响效果奖，和该奖项的2次提名。

## 精选影视作品
获奖：
- 吾土吾民（英语：This Land Is Mine (film)） (1943)[1]
- 圣玛丽的钟声（英语：The Bells of St. Mary's） (1945)[2]

提名：
- 蜜月往事（英语：Once Upon a Honeymoon） (1942)[3]
- 曼哈顿之乐（英语：Music in Manhattan） (1944)[4]